# Пичанис
Пичанис (азерб. Piçənis) — село в Лачинском районе Азербайджана. Расположено в долине одноимённой реки, у западного подножия Карабахского хребта и в 45 км к северо-западу от районного центра города Лачин.

## История
В Кавказском календаре за 1856 год населённый пункт Пичанис Карачорлинского минбашества Зангезурского участка Шемахинской губернии числится как кочевье, населённое курдами-шиитами с родным языком азербайджанским (в источнике — «татарским»). По данным «Свода статистических данных о населении Закавказского края, извлеченных из посемейных списков 1886 года», в селе Пичанис одноимённого сельского округа Зангезурского уезда Елизаветпольской губернии было 119 дымов и проживал 741 курд, исповедовавший ислам шиитского толка. 428 человек являлись государственными крестьянами, остальные — владельческими крестьянами. В 1911 году, по данным Кавказского календаря на 1912 год, в селе жило 335 человек, в основном курды.
С 1923 по 1929 год Пичанис входил в состав Курдистанского уезда, а после упразднения уезда был включён в состав Лачинского района. Согласно азербайджанским источникам, из архитектурных памятников в Пичанисе имеется храм (XVII век) и две мечети, охраняемые государством.
В результате Первой карабахской войны в мае 1992 года село перешло под контроль непризнанной Нагорно-Карабахской Республики и, согласно её административно-территориальному делению, вошло в состав Кашатагского района под названием «Вакунис». Курдское население было вынуждено покинуть село, которое позже заселили этнические армяне. Часть вынужденных переселенцев из Пичаниса была размещена в селе Зюмюрхач Бардинского района.
1 декабря 2020 года, по итогам возобновившегося вооружённого конфликта в Нагорном Карабахе и согласно заявлению глав Армении, Азербайджана и России о прекращении боевых действий, Лачинский район был возвращён Азербайджану. Заселённые в межвоенный период в район армяне массово покинули его.